# Julián Donado Vara
Rodrigo Julián Donado Vara (Burganes de Valverde, Zamora, 7 de enero de 1946) es un historiador español.

## Biografía
Educado en Cataluña, obtuvo la licenciatura en Geografía e Historia por la Universidad de Barcelona, doctorado en 1972 en Filosofía y Letras en la Universidad de Bolonia. Entre 1970 y 1973 fue profesor ayudante de Historia Medieval en la Facultad de Geografía e Historia de la Universidad de Barcelona.
En 1973 Julián Donado fue nombrado profesor agregado de Historia Medieval y director del nuevo Centro Asociado de la UNED en Albacete, parte de la Universidad Nacional de Educación a Distancia creada el año anterior. En 1978 pasará a ser profesor titular. Cesará en 1979.
De 1983 a 1985 fue director de Centro de la UNED en Malabo y del Centro Cultural Hispano-Guineano, así como agregado cultural de la Embajada de España en Guinea Ecuatorial, con competencias en la acción educativa y cultural de España en Gabón y Camerún. Durante su gestión surge la revista África 2000, dirigida tras su marcha por Donato Ndongo.
Terminada la etapa ecuatoguineana, entre 1985 y 1994 fue director del Instituto Español de Cultura en Roma y agregado cultural de la Embajada de España en Italia. En ese periodo, el Instituto estrenó sede e inició la publicación de la revista Panorama Cultural. En 1991, con la conmemoración de los 40 años del viejo instituto, éste se transformó en el actual Instituto Cervantes en Roma.
Tras el servicio en Italia, se incorpora al Centro Asociado de la UNED en Ávila, donde se dedicará a la docencia e investigación.
En 2016, ya jubilado como docente e investigador, el Consejo de Gobierno de la UNED aprobó su nombramiento como colaborador honorífico.

## Publicaciones
- El Derecho en España. Editorial Reus, 2014.
- Historia Medieval II: (siglos XIII-XV). UNED, 2014.
- Historia Medieval I: (siglos V-XII). UNED, 2014.
- Vita aegidii. (Ed. en latín). Colegio de España en Bolonia, 2014.
- La Edad Media: siglos XIII-XV. Editorial Universitaria Ramón Areces, 2010.
- La Edad Media: siglos V-XII. Editorial Universitaria Ramón Areces, 2009.
- Historia Medieval Universal: guía didáctica. UNED, 1998.
- Historia Medieval de España. UNED, 1987.
- Historia Medieval de España. UNED, 1977.
- Historia Medieval. UNED, 1974.
- Historia de España Antigua y Medieval. UNED, 1974.
- Historia de España Moderna y Contemporánea. UNED, 1974.[11]
- La Vitta egidii de Giovanni Garzonio y Rodrigo de Bivar. Universidad de Barcelona, 1970.[12]

## Reconocimientos

### Premios
- Premio Literario Vittorio Emanuele II.[cita requerida]

### Distinciones
- Cruz de Caballero de la Orden del Mérito Civil ( España).[13]
- Encomienda de la Orden de Isabel la Católica ( España).[13]
- Encomienda de San Silvestre Papa ( Ciudad del Vaticano).[13]